# Eurycea lucifuga
Espèce
Synonymes
- Gyrinophilus maculicaudus Cope, 1890

Statut de conservation UICN

 LC  : Préoccupation mineure
Eurycea lucifuga est une espèce d'urodèles de la famille des Plethodontidae.

## Répartition
Cette espèce est endémique du centre-Est des États-Unis. Elle se rencontre en Virginie, en Virginie-Occidentale, dans le sud de l'Indiana, au Kentucky, au Tennessee, dans le nord de la Géorgie, dans le Nord de l'Alabama, dans le nord du Mississippi, au Missouri, en Arkansas, dans l'est de l'Oklahoma et dans l'est du Kansas.

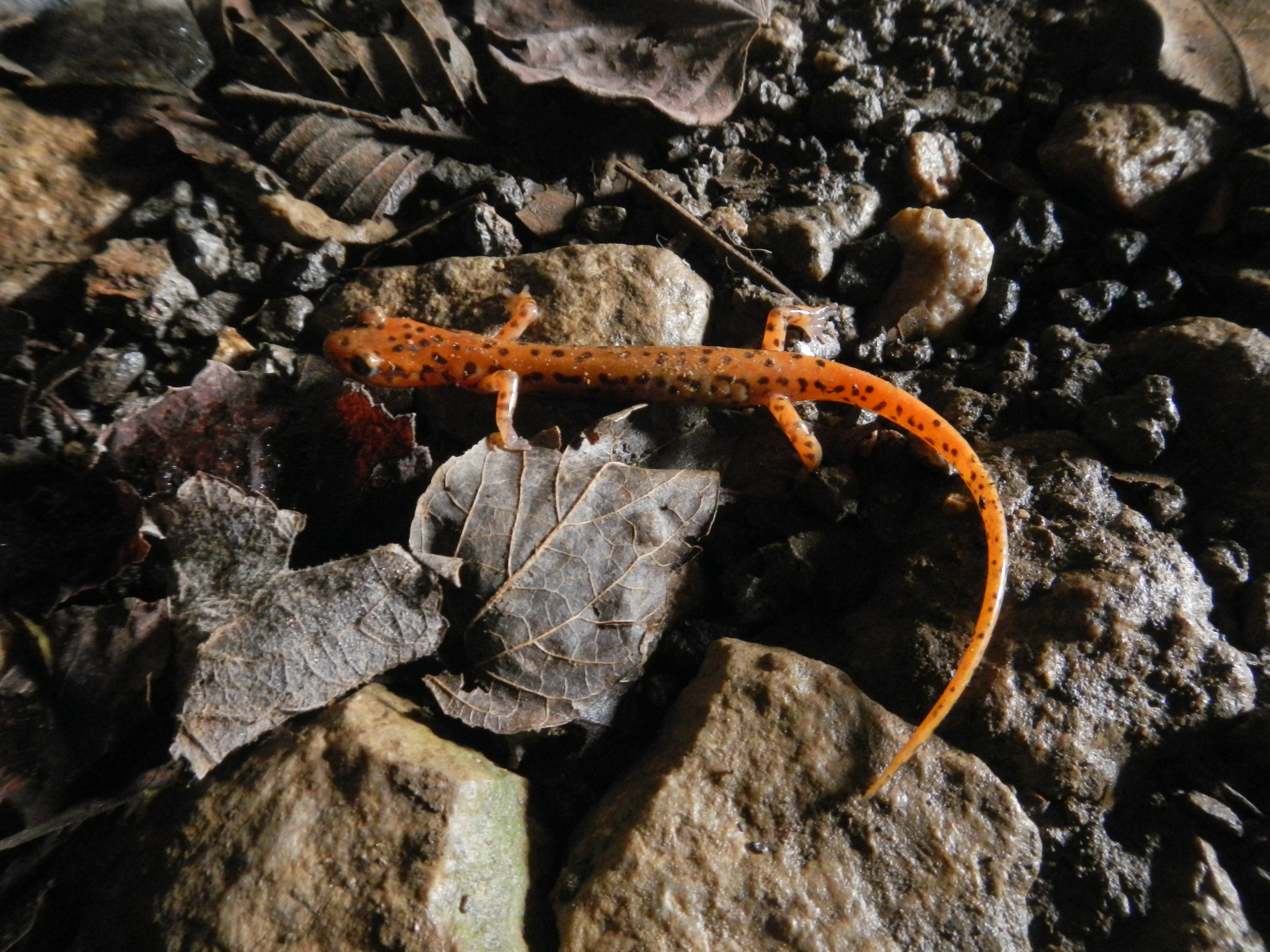
Eurycea lucifuga

## Publication originale
- Rafinesque, 1822 : On two new salamanders of Kentucky. Kentucky Gazette, New Series, Lexington, vol. 1, no 9, p. 3.